# 白藤江

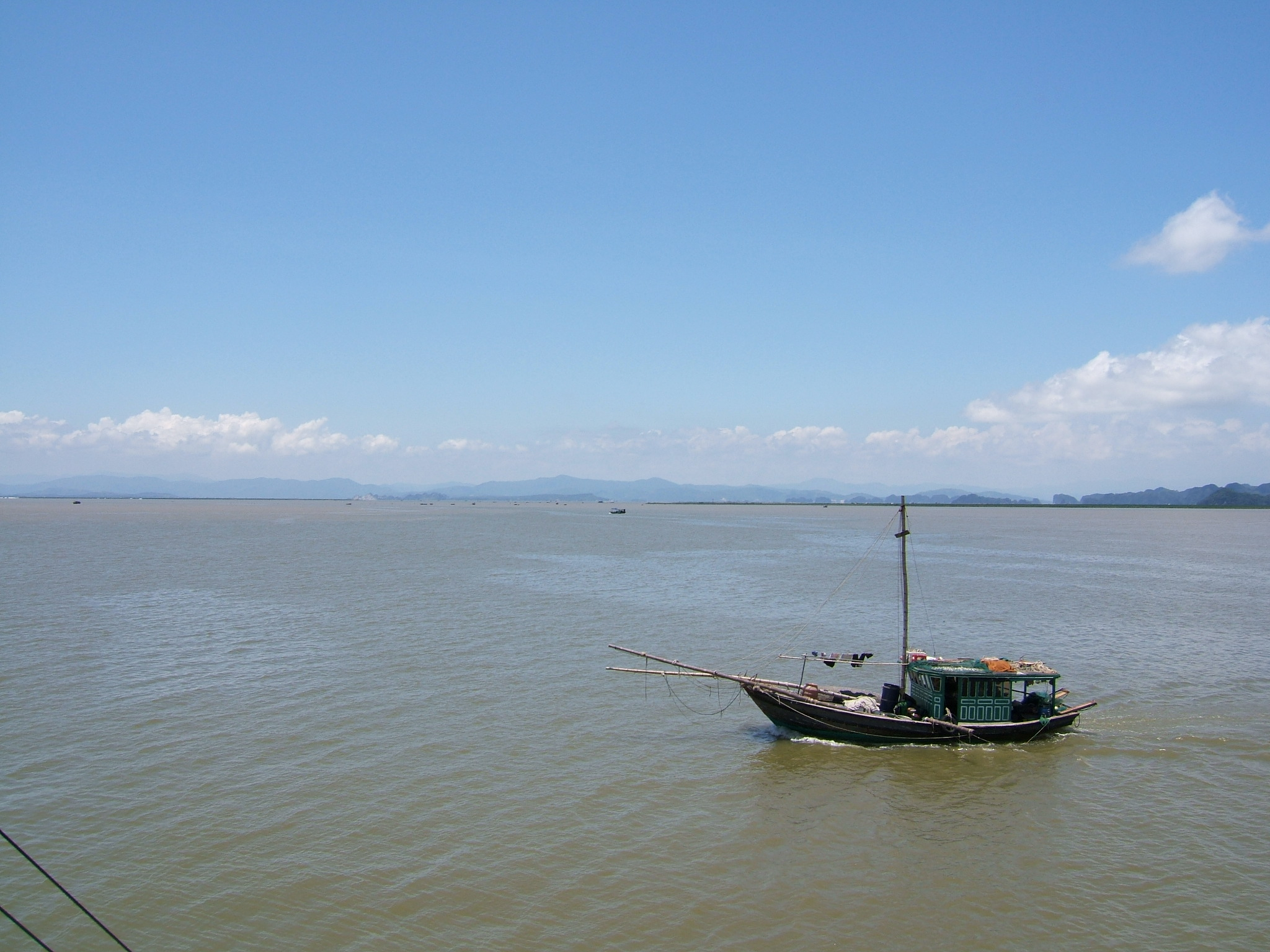
白藤江

白藤江（越南语：／）是越南北部的一條河流，在海防市水源縣境內注入下龍灣，长度約32公里。
白藤江是下龍灣通往河內市的門戶，歷史上為兵家必爭之地。越南军队曾先後在938年、981年以及1288年三次在白藤江分别击败南漢、北宋和蒙元。